# Kansas City Chiefs
Die Kansas City Chiefs (von 1960 bis 1962 Dallas Texans) sind ein American-Football-Team der US-amerikanischen National Football League (NFL). Sie spielen dort in der American Football Conference (AFC) in der Western Division. Die Chiefs waren eines der Gründungsteam der American Football League, deren Meisterschaft sie bis zur Fusion der Liga mit der NFL dreimal gewannen. 
Die Chiefs gewannen Super Bowl IV, Super Bowl LIV, Super Bowl LVII und Super Bowl LVIII.

## Geschichte
Die heutigen Kansas City Chiefs wurden 1959 als die Dallas Texans in der American Football League (AFL) gegründet, der damaligen Konkurrenzliga der NFL. Als die AFL ihren Betrieb aufnahm, gab es mit Ausnahme der Los Angeles Rams und San Francisco 49ers kein Profiteam westlich des Mississippi und südlich von Washington, D.C. Dallas war damit eine attraktive Heimat eines neuen Profifootballteams. Allerdings beschloss die NFL zur Saison 1960, die Dallas Cowboys zu gründen und kam der jungen AFL zuvor. Als Folge dessen sahen die Texans sich nach einem neuen Markt um und sind seit der Saison 1963 in Kansas City beheimatet. Zunächst sollte das neue Franchise Kansas City Texans heißen, obwohl Kansas City nicht in Texas liegt, aber aufgrund lokalen Widerstandes setzte sich der Name Kansas City Chiefs durch.
Die AFL-Zeit der Chiefs begann mit einem tragischen Todesfall, als sich Runningback Stone Johnson in einem Testspiel das Genick brach und 10 Tage später starb. Die Chiefs ehrten ihn, indem sie seine Rückennummer 33 zurückzogen, und gewannen drei AFL-Titel. Hierbei lieferten sie sich harte Gefechte gegen die AFL-Rivalen Oakland Raiders. Als die AFL und NFL fusionierten, sorgten die Chiefs 1970 für einen Paukenschlag, als sie in ihrer zweiten Super-Bowl-Teilnahme den Super Bowl IV gegen die favorisierten Minnesota Vikings gewannen. Grundlage des Teams von Hank Stram war die starke Verteidigung um Buck Buchanan, Bobby Bell, Curley Culp und Willie Lanier, die Quarterback Len Dawson und dem norwegischen Kicker Jan Stenerud den Rücken freihielten. Danach versanken die Chiefs im Mittelmaß, bis Coach Marty Schottenheimer eine weitere starke Defense um Neil Smith und Derrick Thomas aufbaute und in der Offensive starke Runningbacks wie Christian Okoye, Priest Holmes und Larry Johnson hervorbrachte. Trotz der Verpflichtung von Quarterback-Star Joe Montana waren die Chiefs in den 1990er-Jahren stets stark in der Regular Season, aber notorisch schwach in den Play-offs: Schottenheimers Team gewann gerade einmal 3 von 10 K.-o.-Spielen. Nach Schottenheimers Weggang und Thomas’ tragischem Unfalltod brachen die Chiefs auseinander, und auch mit dem neuen Star-Tight End Tony Gonzalez blieben die Chiefs in den 2000er-Jahren Mittelmaß. In den 2010er-Jahren bauten die Chiefs ein Team mit einer starken Verteidigung mit Justin Houston und Tamba Hali auf, unterstützt vom neuen Runningback Jamaal Charles und Quarterback Alex Smith. 2013 erreichten sie nach einer starken Regular Season (11:5-Siege) wieder die Play-offs, verspielten aber eine 38:10-Führung gegen die Indianapolis Colts und wurden nach einer 44:45-Niederlage erst das zweite NFL-Team, das in einem K.-o.-Spiel einen 28-Punkte-Vorsprung verspielte. Nachdem die Chiefs das erste Spiel der Saison 2015 gewannen, wurden die darauffolgenden fünf Spiele verloren, wodurch den Chiefs keine Chance mehr zu den Play-offs eingeräumt wurde. Erschwerend kam hinzu, dass sich der Top-Runningback Jamaal Charles im Spiel gegen die Chicago Bears langfristig verletzte. Das Heimspiel gegen die Pittsburgh Steelers, das 23:13 gewonnen wurde, leitete jedoch eine bemerkenswerte Siegesserie ein, in der die Chiefs alle darauffolgenden Spiele der Regular Season gewannen. Damit sind die Chiefs das erste NFL-Team, das nach einer Serie von fünf Niederlagen eine Serie mit 10 Siegen folgen ließ und erst das zweite Team nach den Cincinnati Bengals 1970, das nach einem 1:5-Ergebnis die Play-offs am Ende der Saison erreicht hat. Da die Denver Broncos in der AFC West mit 12:4 abgeschlossen hatten, mussten die Chiefs im Wildcard-Game gegen die Houston Texans spielen, das mit 30:0 souverän gewonnen wurde. Dabei gelang es Knile Davis als erstem in der NFL-Geschichte, den Eröffnungskickoff der Texans direkt zu einem Touchdown zurückzutragen. Im Divisional-Game mussten die Chiefs ins Gillette Stadium, wo sie gegen die New England Patriots mit 27:20 ausschieden.
Zur Saison 2018 gaben die Chiefs ihren Starting Quarterback Alex Smith an die Washington Redskins ab und gingen mit Patrick Mahomes, den sie an 10. Stelle im NFL Draft 2017 ausgewählt hatten, als neuem Spielmacher in die neue Saison. Mahomes spielte eine herausragende Saison, warf 50 Touchdowns und wurde nach der Saison zum NFL Most Valuable Player gewählt. Mit einer Bilanz von 12-4 waren die Kansas City Chiefs das beste Team der Regular Season in der AFC, mit 35,3 Punkten pro Spiel stellten sie zudem die beste Offense. Als bestplatziertes Team hatten die Chiefs in der Wild Card Round spielfrei und trafen in der Divisional Round auf die Indianapolis Colts, die sie mit 31:13 deutlich besiegten. Im AFC Championship Game unterlagen die Chiefs in einer knappen Partie dem späteren Super-Bowl-Sieger New England Patriots mit 31:37 nach Overtime.
Im Draft 2019 wurde Cornerback Rashad Fenton gedraftet, zudem wurden Wide Receiver Mecole Hardman sowie vier weitere Spieler gedraftet. Durch den Abgang von Justin Houston und Eric Berry musste vornehmlich die Defense verstärkt werden. Die Saison wurde mit einer Bilanz von 12-4 abgeschlossen. Nach einem 51:31-Sieg über die Houston Texans gewannen die Chiefs den Titel in der AFC West und nach einem Sieg mit 35:24 über die Tennessee Titans das AFC Championship Game. Sie standen somit zum ersten Mal seit 50 Jahren (1970 gegen die Minnesota Vikings) im Super Bowl. Gegner im Super Bowl LIV waren die San Francisco 49ers, welche mit 31:20 geschlagen wurden.
In der Saison 2020/21 konnten die Chiefs die AFC West vor den Las Vegas Raiders mit 14 Siegen bei zwei Niederlagen als Tabellenerster abschließen. Die anschließende Divisional Round gewann man mit 22:17 gegen die Cleveland Browns. Im Conference Championship Game gewann man mit 38:24 gegen die Buffalo Bills. Im Super Bowl LV verlor man mit 31:9 gegen die Tampa Bay Buccaners.
Die Chiefs erreichten 2021/22 zum siebten Mal in Folge die Playoffs. Nach einem Sieg gegen die Buffalo Bills verlor man jedoch das Championship Game gegen die Cincinnati Bengals mit 24:27.
Die Saison 2022/23 beendeten die Chiefs mit einer 14:3-Bilanz als Tabellenerster der NFL. Gegen die Jacksonville Jaguars siegte das Team in den Divisional Playoffs und im AFC Championship Game gegen die Cincinnati Bengals mit 23:20. Im Super Bowl LVII holte man mit einem 38:35-Sieg über die Philadelphia Eagles den dritten Titelgewinn.
Nach der Saison 2023/24, welche die Chiefs mit elf Siegen und sechs Niederlagen abschlossen, gewann man zunächst im Wild Card-Playoff mit 26:7 gegen die Miami Dolphins und anschließend im Divisional Playoff gegen die Buffalo Bills mit 27:24. Im AFC Conference Championship setzten sich die Chiefs mit 17:10 gegen die Baltimore Ravens durch, um in den Super Bowl LVIII gegen die San Francisco 49ers, eine Wiederauflage des Super Bowl LIV, einzuziehen. Die reguläre Zeit der Partie war mit 19:19 zu Ende gegangen, in der Overtime siegten die Chiefs durch ein Touchdown zum 25:22-Endstand. Somit konnten die Chiefs den dritten Titel in fünf Jahren feiern.

## Fankultur

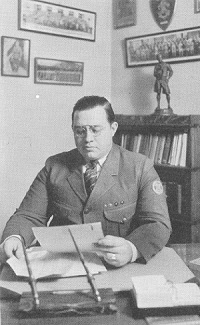
H. Roe Bartle (1925) war ein großer Verehrer der indianischen Chiefs, nach denen das Franchise benannt ist.

Der Name „Chief“ (deutsch Häuptling) geht auf den aus Kansas City stammenden Geschäftsmann und Pfadfinder H. Roe Bartle zurück, der von der Weisheit indianischer Häuptlinge fasziniert war und einen Beitrag zur lokalen Völkerverständigung leistete. Die Fans der Chiefs nennen sich Chiefs Nation/Kingdom (deutsch Nation der Häuptlinge), und das Stadion bzw. das Maskottchen heißen entsprechend Arrowhead Stadium (deutsch Stadion der Pfeilspitze) und K.C. Wolf (deutsch Kansas City Wolf) nach ihrer bevorzugten Waffe bzw. nach ihrem bevorzugten Tier. Als Erzrivalen der Chiefs gelten seit den 1960er-Jahren die Las Vegas Raiders.

## Besondere Spieler

### Zurückgezogene Trikotnummern
| Retired Numbers der Kansas City Chiefs |                    |          |           |
| Nr.                                    | Spieler            | Position | Zeitraum  |
| 3                                      | Jan Stenerud       | K        | 1967–1979 |
| 16                                     | Len Dawson 1       | QB       | 1962–1975 |
| 18                                     | Emmitt Thomas 1    | CB       | 1966–1978 |
| 28                                     | Abner Haynes       | RB       | 1960–1964 |
| 33                                     | Stone Johnson 2 3  | RB       | 1963      |
| 36                                     | Mack Lee Hill 3    | RB       | 1964–1965 |
| 58                                     | Derrick Thomas 4 3 | LB       | 1989–1999 |
| 63                                     | Willie Lanier      | LB       | 1967–1977 |
| 78                                     | Bobby Bell         | LB       | 1963–1974 |
| 86                                     | Buck Buchanan      | DT       | 1963–1975 |

### Texans/Chiefs in der Pro Football Hall of Fame
| Pro Football Hall of Fame Mitglieder | Pro Football Hall of Fame Mitglieder | Pro Football Hall of Fame Mitglieder | Pro Football Hall of Fame Mitglieder | Pro Football Hall of Fame Mitglieder |
| Trikotnummer                         | Name                                 | Position                             | Für die Texans/Chiefs aktiv          | Jahr der Aufnahme                    |
| ------------------------------------ | ------------------------------------ | ------------------------------------ | ------------------------------------ | ------------------------------------ |
| –                                    | Lamar Hunt                           | Besitzer, Gründer der AFL            | 1960–2006                            | 1972                                 |
| 78                                   | Bobby Bell                           | LB                                   | 1963–1974                            | 1983                                 |
| 63                                   | Willie „Contact“ Lanier              | LB                                   | 1967–1977                            | 1986                                 |
| 16                                   | Len Dawson                           | QB                                   | 1963–1975                            | 1987                                 |
| 86                                   | Buck Buchanan                        | DT                                   | 1963–1975                            | 1990                                 |
| 3                                    | Jan Stenerud                         | K                                    | 1967–1979                            | 1991                                 |
| 53                                   | Mike Webster                         | C                                    | 1989–1990                            | 1997                                 |
| 19                                   | Joe Montana                          | QB                                   | 1993–1994                            | 2000                                 |
| –                                    | Marv Levy                            | Head Coach                           | 1978–1982                            | 2001                                 |
| –                                    | Hank Stram                           | Head Coach                           | 1960–1974                            | 2003                                 |
| 32                                   | Marcus Allen                         | RB                                   | 1993–1997                            | 2003                                 |
| 1                                    | Warren Moon                          | QB                                   | 1999–2000                            | 2006                                 |
| 18                                   | Emmitt Thomas                        | CB                                   | 1966–1978                            | 2008                                 |
| 58                                   | Derrick Thomas                       | LB                                   | 1989–1999                            | 2009                                 |
| 77                                   | Willie Roaf                          | T                                    | 2002–2005                            | 2012                                 |
| 61                                   | Curley Culp                          | DT                                   | 1968–1974                            | 2013                                 |
| 68                                   | Will Shields                         | G                                    | 1993–2006                            | 2015                                 |
| 8                                    | Morten Andersen                      | K                                    | 2002–2003                            | 2017                                 |
| 88                                   | Tony Gonzalez                        | TE                                   | 1997–2008                            | 2019                                 |
| 24                                   | Ty Law                               | CB                                   | 2006–2007                            | 2019                                 |
| 42                                   | Johnny Robinson                      | S                                    | 1960–1971                            | 2019                                 |
| –                                    | Dick Vermeil                         | Head Coach                           | 2001–2005                            | 2022                                 |
| 24                                   | Darrelle Revis                       | CB                                   | 2017                                 | 2023                                 |
| 69                                   | Jared Allen                          | DE                                   | 2004–2007                            | 2025                                 |

## Chiefs Hall of Fame
In der Hall of Fame der Kansas City Chiefs werden ehemalige Spieler, Funktionäre und andere Personen der Chiefs bzw. Texans geehrt, die sich besonders um das Team verdient gemacht haben. Sie umfasst bisher 53 Mitglieder und wird jährlich in einer Aufnahmezeremonie um eine Person erweitert. Jüngstes Mitglied in der zweitältesten Hall of Fame ist Defensive End und Linebacker Tamba Hali, der 2024 neu aufgenommen wurde.

## Aktueller Kader
| Abkürzungen der Spieler-Positionen im American Football | Abkürzungen der Spieler-Positionen im American Football |
| ------------------------------------------------------- | --- |
| Offense                                                 | QB – Quarterback \| RB – Runningback \| FB – Fullback \| TE – Tight End \| E/WR – Wide Receiver \| T – Tackle \| G – Guard \| C – Center |
| Defense                                                 | DT – Defensive Tackle \| DE – Defensive End \| NT – Nose Tackle \| LB – Linebacker \| ILB – Inside Linebacker \| MLB – Middle Linebacker \| OLB – Outside Linebacker \| CB – Cornerback \| NB – Nickelback \| FS – Free Safety \| SS – Strong Safety |
| Special Teams                                           | K – Kicker \| P – Punter \| KS – Kicking Specialist \| KOS – Kickoff Specialist \| LS – Long Snapper \| RS – Return Specialist \| KOR/KR – Kick Returner \| PR – Punt Returner \| PP – Punt Protector                                                |

## Trainer (Head Coaches)
| Dallas Texans      |                      |           |     |     |    |    |       |    |    |   | |               |
| 1                  | Hank Stram           | 1960–1962 | 42  | 25  | 17 | 0  | 0,595 | 1  | 0  | 1 | AFL Championship (1962) | [ 15 ]        |
| Kansas City Chiefs |                      |           |     |     |    |    |       |    |    |   | |               |
| –                  | Hank Stram           | 1963–1974 | 168 | 99  | 59 | 10 | 0,607 | 7  | 4  | 3 | AFL Championship (1966) AFL Championship (1969) Super Bowl IV UPI NFL Trainer des Jahres (1968) Pro Football Weekly NFL Trainer des Jahres (1968) | [ 15 ]        |
| 2                  | Paul Wiggin*         | 1975–1977 | 35  | 11  | 24 | 0  | 0,314 | –  | –  | – | | [ 16 ]        |
| 3                  | Tom Bettis* 1        | 1977      | 7   | 1   | 6  | 0  | 0,143 | –  | –  | – | | [ 17 ]        |
| 4                  | Marv Levy            | 1978–1982 | 73  | 31  | 42 | 0  | 0,425 | –  | –  | – | | [ 18 ]        |
| 5                  | John Mackovic*       | 1983–1986 | 64  | 30  | 34 | 0  | 0,469 | 1  | 0  | 1 | | [ 19 ]        |
| 6                  | Frank Gansz*         | 1987–1988 | 31  | 8   | 22 | 1  | 0,274 | –  | –  | – | | [ 20 ]        |
| 7                  | Marty Schottenheimer | 1989–1998 | 160 | 101 | 58 | 1  | 0,634 | 10 | 3  | 7 | UPI NFL Trainer des Jahres (1995) | [ 21 ]        |
| 8                  | Gunther Cunningham*  | 1999–2000 | 32  | 16  | 16 | 0  | 0,500 | –  | –  | – | | [ 22 ]        |
| 9                  | Dick Vermeil         | 2001–2005 | 80  | 44  | 36 | 0  | 0,550 | 1  | 0  | 1 | Maxwell Club Trainer des Jahres (2003) | [ 23 ]        |
| 10                 | Herman Edwards       | 2006–2008 | 48  | 15  | 33 | 0  | 0,319 | 1  | 0  | 1 | | [ 24 ]        |
| 11                 | Todd Haley* 2        | 2009–2011 | 45  | 19  | 26 | 0  | 0,422 | 1  | 0  | 1 | | [ 25 ]        |
| 12                 | Romeo Crennel 2      | 2011–2012 | 19  | 4   | 15 | 0  | 0,211 | –  | –  | – | | [ 26 ] [ 27 ] |
| 13                 | Andy Reid            | 2013–     | 196 | 143 | 53 | 0  | 0,730 | 26 | 18 | 8 | Super Bowl LIV Super Bowl LVII Super Bowl LVIII                                                                                                   | [ 28 ] [ 29 ] |

| #         | Reihenfolge der Trainer                                   |
| Spiele    | Spiele als Trainer                                        |
| S         | Siege                                                     |
| N         | Niederlagen                                               |
| UE        | Unentschieden                                             |
| Gewonnen% | Siegquote                                                 |
| *         | Ausschließlich bei den Texans/Chiefs als Head Coach aktiv |

## Bilanzen und Rekorde
Kansas City Chiefs/Zahlen und Rekorde stellt wichtige Rekorde bei den Chiefs, die Saisonbilanzen und die Erstrunden Draft-Picks seit 1960 dar.